# El Camino Real de Tierra Adentro
Đường mòn lịch sử quốc gia El Camino Real de Tierra Adentro là một phần của hệ thống đường mòn lịch sử quốc gia Hoa Kỳ. El Camino Real de Tierra Adentro (tiếng Tây Ban Nha cho "Con đường Hoàng gia của Nội địa") dài 1.600 dặm (2.560 km) là tuyến đường thương mại giữa Mexico City, Mexico và San Juan Pueblo, New Mexico giai đoạn 1598-1882. Phần 404 dặm (646 km) của tuyến đường bên trong Hoa Kỳ đã tuyên bố là một đường mòn lịch sử quốc gia vào ngày 13 tháng 10 năm 2000. Đường mòn này được quản lý bởi hai đơn vị Vườn quốc gia Hoa Kỳ và Cục Quản lý ruộng đất. Đường mòn này đã được UNESCO đưa vào danh sách di sản thế giới tháng 7 năm 2010.
Từ biên giới Texas, New Mexico đến Bắc San Juan Pueblo của Espanola, một tuyến đường có thể lái xe được, chủ yếu là một phần của Quốc lộ Hoa Kỳ 85 cũ, đã được xác định như là một đuwofng phụ cảnh quan quốc gia với tên gọi là El Camino Real.
Các phần của hành lang tuyến đường thương mại cũng có người đi bộ, xe đạp, đua ngựa và những con đường mòn. 
Pháo đài Craig và pháo đài Selden nằm dọc theo tuyến đường.